# Гут, Карел
Карел Гут (чеш. Karel Gut; 16 сентября 1927, Прага — 6 января 2014, там же) — чехословацкий и чешский хоккеист и тренер. Играл на позиции защитника. Заслуженный мастер спорта Чехословакии.

## Биография
Возглавлял чехословацкую сборную на победных чемпионатах мира 1976 и 1977. Член зала славы ИИХФ (1998) и зала славы чешского хоккея.
В 1949—1951 годах играл за АТК (Прага), в 1951—1953 — «Татру» (Смихов), 1953—1964 — «Спартак Соколово». В последнем клубе его партнёром был Франтишек Тикал. Чемпион Чехословакии 1954. Всего в лиге провёл 310 матчей (86 шайб).
В составе национальной сборной был участником трёх Олимпиад (1952, 1956, 1960).
Участвовал в девяти чемпионатах мира и Европы (1952—1960). На мировых чемпионатах выиграл три бронзовые награды (1955, 1957, 1959). На чемпионатах Европы — по четыре серебряные (1952, 1955, 1959, 1960) и бронзовые (1954, 1956, 1957, 1958) награды. В 1955 году был признан лучшим защитником турнира. На чемпионатах мира и Олимпийских играх провёл 61 матч (19 заброшенных шайб), а всего в составе сборной Чехословакии — 114 матчей и 34 шайбы.
В 1964—1967 и 1971—1973 возглавлял пражскую «Спарту». В 1967—1970 и 1980—1983 работал с клубом «Ландсхут». Под его руководством немецкая команда дважды выигрывала бундеслигу (1970, 1983).
Наибольших успехов достиг во главе сборной Чехословакии (1974—1980). Под его руководством команда дважды побеждала на чемпионатах мира, четыре раза финишировала второй. Чемпион Европы 1976, 1977. На Олимпийских играх 1976 в Инсбруке получила серебряные награды. Финалист Кубка Канады 1976. После неудачного выступления на Олимпиаде 1980 в Лейк-Плэсиде покинул пост главного тренера сборной. Под его руководством чехословацкая команда провела возможно лучший матч в своей истории (1974 год, Чехословакия — СССР 7:2).
Автор нескольких книг о хоккее.
В 1994—2004 годах — президент Чешской федерации хоккея.